# Чумаковский (Волгоградская область)
Чумаковский — хутор в Урюпинском районе Волгоградской области России, в составе Вишняковского сельского поселения.
Население — 59 (2010)

## История
Основан не позднее 1840 года (хутор Чумаков обозначен на специальной карте Западной части России Шуберта 1826-1840 годов). Хутор входил в юрт станицы Михайловской Хопёрского округа Земли Войска Донского (с 1870 — Область Войска Донского). Согласно Списку населённых мест Земли Войска Донского в 1859 года на хуторе проживали 194 мужчины и 169 женщин, хутор значился при реке Касарке в 30 верстах от окружной станицы.
Согласно переписи населения 1897 года на хуторе проживало 299 мужчин и 323 женщины, из них: грамотных мужчин — 93, грамотных женщин — 12.
Согласно алфавитному списку населённых мест Области Войска Донского 1915 года земельный надел хутора составлял 2614 десятин, на хуторе проживало 322 мужчины и 328 женщин, имелось хуторское правление и церковно-приходское училище.
С 1928 года в составе Новониколаевского района Хопёрского округа (упразднён в 1930 году) Нижне-Волжского края (с 1934 года — Сталинградского края). С 1935 года — в составе Хопёрского района Сталинградского края (с 1936 года Сталинградской области, с 1954 по 1957 год район входил в состав Балашовской области). В 1959 году в связи с упразднением Хопёрского района хутор Чумаковский передан в состав Урюпинского района.

## Общая физико-географическая характеристика
Хутор находится в пределах Хопёрско-Бузулукской равнины, являющейся южным окончанием Окско-Донской низменности, в балке Касарка (напротив устья балки Чумаковская) на высоте около 100 метров над уровнем моря. На северо-западе хутор Чумаковский граничит с хутором Вишняковский.
Ландшафт суббореальный умеренно континентальный, типично-степной, аллювиально-аккумулятивный. Для местности, в которой расположен хутор, характерны равнины плоские, волнистые (комплекс высоких террас), в придолинных частях с многочисленными оврагами и балками, с сельскохозяйственными землями, участками придолинных байрачных широколиственно-сосновых лесов и травяных болот. Почвы — чернозёмы обыкновенные.
По автомобильным дорогам расстояние до областного центра города Волгоград составляет 360 км, до районного центра города Урюпинск — 34 км.
Часовой пояс
Чумаковский, как и вся Волгоградская область, находится в часовой зоне МСК (московское время). Смещение применяемого времени относительно UTC составляет +3:00.

## Население
Динамика численности населения по годам:
| 1859 | 1873 | 1897 | 1915 | 1987 | 2002 |
| ---- | ---- | ---- | ---- | ---- | ---- |
| 363  | 421  | 622  | 650  | ≈100 | 47   |

| 2010 |
| ---- |
| 59   |